# Kanton Lens-Nord-Ouest
Lens-Nord-Ouest (Nederlands: Lens-Noordwest), tot 1962 Lens-Ouest is een voormalig kanton van het Franse departement Pas-de-Calais. Het kanton maakte deel uit van het arrondissement Lens. 

## Geschiedenis
Het kanton Lens werd bij wet van 18 februari 1904 gesplitst in de kantons Lens-Est en Lens-Ouest. Op 10 januari 1962 werd het kanton Lens-Nord-Est gevormd en werd het kanton Lens-Ouest hernoemd naar Lens-Nord-Ouest. De drie kantons werden opgeheven bij decreet van 24 februari 2014 met uitwerking op 22 maart 2015.

## Gemeenten
Het kanton Lens-Nord-Ouest omvatte de volgende gemeenten:
- Lens (deels, hoofdplaats)
- Loos-en-Gohelle